# 商業流程委外

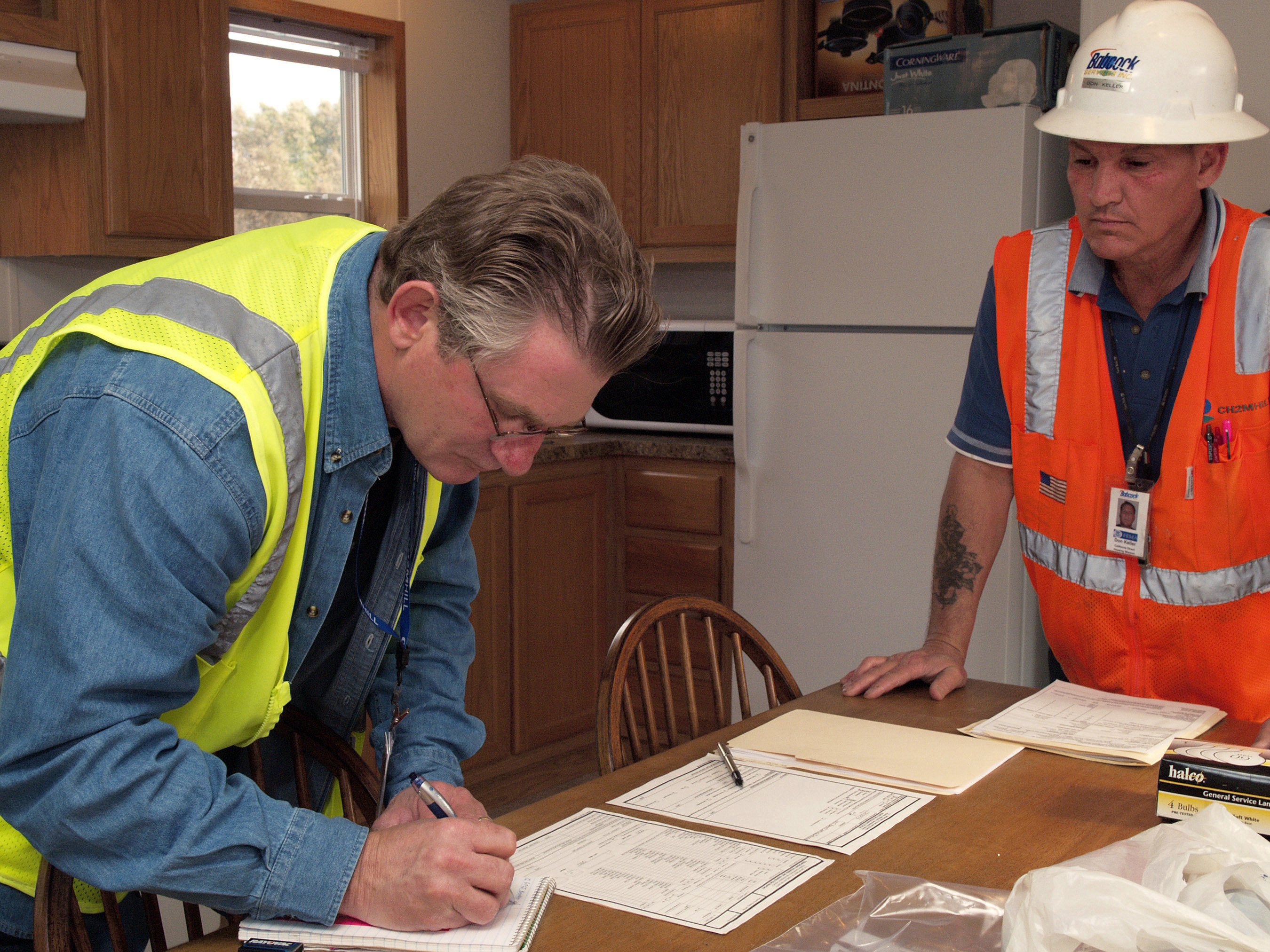
承包商臨時工登記

商業流程委外（英語：Business Process Outsourcing，縮寫：BPO），又稱业务流程外包或經營外包，是指把特定的商業工序外派給第三方服務供應商。有些日常的瑣碎工序是必需的，卻無關乎維持公司的市場地位，通常便會實行商業流程委外以減省開支。
常見的外派工序有：電話客服（Call Center）、人力資源、會計及收銀員。

## 分類

### 依外包業務
商業流程委外往往分成兩大類：
- 後勤支援委外（Back office outsourcing），包括內部業務如宣傳或採購；
- 前線客務委外（Front office outsourcing），包括客戶服務如銷售或技術支援。

### 依承包商所在地
亦可分成以下三大類：
- 離岸委外（Offshore outsourcing），即外包給海外的承包商；
- 近岸委外（Nearshore outsourcing），即外包給鄰國的承包商；
- 在岸委外（Onshore outsourcing），即外包給國內的承包商。